# Bruno Sokolowicz
Bruno Sokolowicz (n. 1972) és un periodista, presentador, activista i emprenedor català nascut a l'Argentina. Va estudiar Ciències Econòmiques a la Universitat de Barcelona. Aviat va descobrir la ràdio en emissores locals del Maresme i el Barcelonès, i va treballar més d'una dècada com a guionista i presentador del programa de televisió musical Sputnik, del Canal 33 (Televisió de Catalunya). Va complementar els seus estudis amb un Màster en Direcció d'Empreses de Ràdio (UAB, Cadena SER, Santillana Formación). Va treballar a TVE, Ràdio4-RNE, TVC, Los 40, Catalunya Ràdio, iCat i és soci fundador de ScannerFM, la primera ràdio online amb Premi Ondas.